# Cleònim d'Esparta
Cleònim (en llatí Cleonymus, en grec antic Κλεώνυμος) fou fill de Cleòmenes II rei d'Esparta i oncle d'Àreu I.
Va ser exclòs del tron a la mort del seu pare l'any 309 aC a causa del seu caràcter violent i tirànic. El 303 aC els tarentins, en guerra amb romans i lucans, van demanar ajut a Esparta i van demanar que el comandament el tingués Cleònim. Es va acceptar la sol·licitud i Cleònim va anar a Itàlia amb una forca considerable que només amb la seva vista ja va imposar la pau als lucans. Diodor de Sicília, que parla d'aquest fet, no diu res de l'actitud dels romans, encara que segurament també es va fer un tractat amb els tarentins. Segons alguns analistes romans, Cleònim va ser derrotat pels vaixells del cònsol Quint Emili. Segons altres autors, quan el senat va enviar contra ell al dictador Juli Bubulc, es va retirar d'Itàlia per evitar la lluita.
Tot seguit va voler alliberar els siracusans de la tirania d'Agàtocles, però ho va descartar i es va dedicar a la pirateria a la mar Adriàtica i va fer una incursió al país dels vènets però els pataus (patavi) el van derrotar i el van obligar a sortir de la zona.
Llavors va ocupar Còrcira d'on va ser aviat expulsat per Demetri Poliorcetes. Mentre encara era a Còrcira va rebre una petició dels tarentins probablement a causa de la revolta dels lucans però encara que va fer una nova incursió a Itàlia va ser derrotat a la costa i va marxar.
Després de la seva expulsió de Còrcira no se'n sap res més fins que el 272 aC apareix a Esparta, on va convidar a Pirros de l'Epir a conquerir el país. La seva dona Quelidonis l'havia abandonat per Acrotat, fill d'Àreu I, i entre això i l'exclusió del tron estava ressentit. Ja no torna a ser esmentat. De Cleònim en parlen, a més de Diodor, Titus Livi, Estrabó, Pausànias i Plutarc.